# Peer Steinbrück

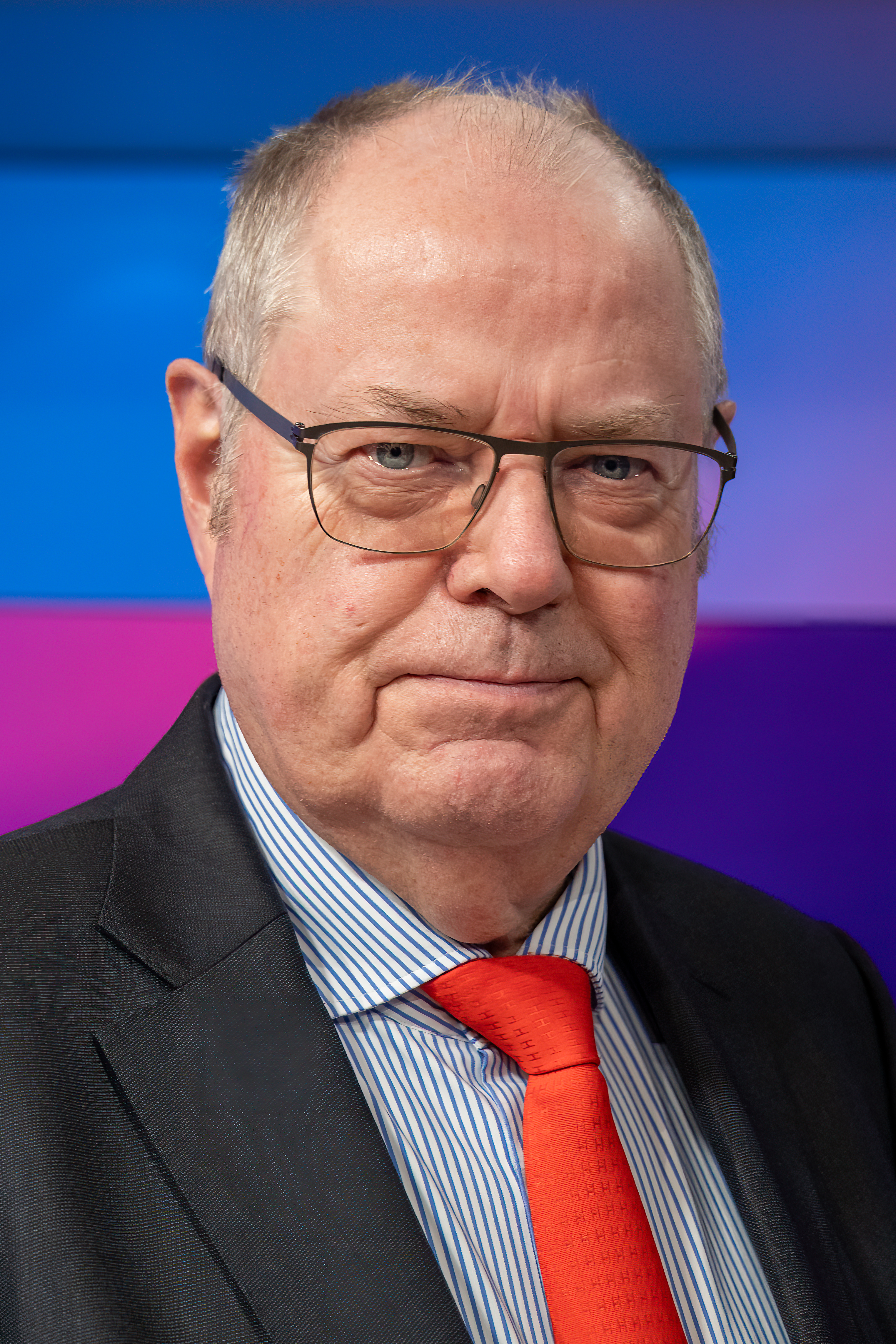
Peer Steinbrück (2024)

Peer Steinbrück (* 10. Januar 1947 in Hamburg) ist ein ehemaliger deutscher Politiker (SPD). Von 1990 bis 1992 war er Staatssekretär im schleswig-holsteinischen  Umweltministerium, dann ab 1992 im dortigen Wirtschaftsministerium, dessen Minister er von 1993 bis 1998 war. 1998 übernahm er das nordrhein-westfälische Wirtschaftsministerium  und wechselte 2000 ins Finanzministerium. Von 2002 bis 2005 war Steinbrück Ministerpräsident des Landes Nordrhein-Westfalen, von 2005 bis 2009 Bundesminister der Finanzen und stellvertretender Bundesvorsitzender der SPD. Von 2009 bis 2016 war er Mitglied des Deutschen Bundestages. Bei der Bundestagswahl 2013 unterlag er als SPD-Kanzlerkandidat der Amtsinhaberin Angela Merkel.

## Leben

### Herkunft, Schule, Wehrdienst und Studium
Peer Steinbrück kam als erster von zwei Söhnen des Architekten Ernst Steinbrück (1914–1998) und dessen Frau Ilse, geb. Schaper (1919–2011), in Hamburg zur Welt und wuchs in bürgerlichen Verhältnissen in einem Mietshaus im östlichen Teil von Hamburg-Uhlenhorst auf. Er besuchte nach der Grundschule zunächst die altsprachliche Gelehrtenschule des Johanneums, verließ diese aber nach der 8. Klasse wegen unzureichender Leistungen und machte 1968 nach zweimaliger Wiederholung von Jahrgangsstufen an der Staatlichen Handelsschule Am Lämmermarkt in Hamburg-St. Georg das Fachabitur in der Fachrichtung Wirtschaft. In den Jahren 1968 bis 1970 absolvierte Steinbrück als Soldat auf Zeit und Reserveoffizieranwärter eine zweijährige Ausbildung zum Reserveoffizier des Heeres der Bundeswehr. Während seiner Dienstzeit war er unter anderem im Panzerbataillon 314 in Oldenburg-Bümmerstede eingesetzt und trat 1969 der SPD bei. Zum Dienstzeitende wurde er zum Leutnant der Reserve ernannt. Ab dem Sommersemester 1970 studierte Steinbrück Volkswirtschaftslehre mit Nebenfach Soziologie an der Christian-Albrechts-Universität zu Kiel. Das Studium schloss er 1974 als Diplom-Volkswirt ab.

### Tätigkeit in der Ministerialbürokratie und als Fraktionsmitarbeiter
Nach dem Studium arbeitete er ab 1974 zunächst im Rahmen eines 15-monatigen Werkvertrages  für das Bundesministerium für Raumordnung, Bauwesen und Städtebau. Da Nachbarn 1972 die Polizei in Steinbrücks Kieler Studenten-Wohngemeinschaft geschickt hatten, galt Steinbrück zeitweise den Behörden als Sicherheitsrisiko. Obwohl der Polizeibesuch grundlos war, verhinderten daraus resultierende Einträge beim Verfassungsschutz und ein Verfahren der Staatsanwaltschaft Kiel auf Grundlage des Radikalenerlasses Steinbrücks Einstellung beim Bonner Bauministerium im März 1976. 1975 war Steinbrück nach Bonn zu seiner zukünftigen Frau Gertrud gezogen, die dort als Doktorandin arbeitete. Erst nachdem sich der Fraktionsvorsitzende der SPD im Kieler Landtag, das Mitglied der dortigen Parlamentarischen Kommission zur Kontrolle des Verfassungsschutzes, Klaus Matthiesen und weitere SPD-Politiker, darunter Norbert Gansel und Reimut Jochimsen, eingeschaltet hatten, stellte die Staatsanwaltschaft Kiel das Verfahren ein. Sie bescheinigte Steinbrück, nur Zeuge in einem eingestellten Verfahren wegen der Bildung einer kriminellen Vereinigung gewesen zu sein. Nach sechs Monaten Arbeitslosigkeit wurde Steinbrück im Herbst 1976 Mitarbeiter im Bonner Bundesministerium für Forschung und Technologie unter dem damaligen Leiter der Planungsgruppe und späteren Abteilungsleiter Ekkehard Wienholtz (SPD) sowie Staatssekretär Volker Hauff (SPD). 1977 wurde er persönlicher Referent der Minister Hans Matthöfer und Volker Hauff im Bundesministerium für Forschung und Technologie. Für Matthöfer schrieb Steinbrück Reden. Von Juni 1978 bis zum Februar 1981 war Steinbrück als wissenschaftlicher Mitarbeiter des höheren Dienstes (offiziell Hilfsreferent) im Kanzleramt von Helmut Schmidt tätig. Er hatte dort eine Stelle im Spiegelreferat zum Bundesministerium für Forschung und Technologie inne. 1981 arbeitete Steinbrück in der Ständigen Vertretung der Bundesrepublik in Ost-Berlin, wo er in der Abteilung Wirtschaft tätig war. 1981/82 war er wieder persönlicher Referent, diesmal zuständig für Bundesforschungsminister Andreas von Bülow.
Nach dem Bruch der sozialliberalen Koalition unter Bundeskanzler Helmut Schmidt im Herbst 1982 wurde Peer Steinbrück beruflich freigestellt, bis er im Frühjahr 1983 als Referent der SPD-Bundestagsfraktion tätig wurde. 1985 wechselte er ins Ministerium für Umwelt, Raumordnung und Landwirtschaft in Nordrhein-Westfalen. 1986 wurde er Büroleiter des nordrhein-westfälischen Ministerpräsidenten Johannes Rau; diese Tätigkeit übte er bis 1990 aus.

### Politische Laufbahn

#### Landesregierung Schleswig-Holstein
Im Jahr 1990 wechselte Steinbrück als Staatssekretär in die Landesregierung Schleswig-Holsteins unter Ministerpräsident Björn Engholm, zunächst in das Ministerium für Natur, Umwelt und Landesentwicklung (bis 1992), dann in das Ministerium für Wirtschaft, Technik und Verkehr (bis 1993). Am 19. Mai 1993 wurde Steinbrück zum Minister für Wirtschaft, Technik und Verkehr des Landes Schleswig-Holstein ernannt (Kabinett Simonis I und Kabinett Simonis II).

#### Landesregierung Nordrhein-Westfalen
Am 28. Oktober 1998 wechselte Steinbrück nach Nordrhein-Westfalen, wo er zunächst das Ministerium für Wirtschaft und Mittelstand, Technologie und Verkehr (Kabinett Clement I) und ab dem 22. Februar 2000 das Finanzministerium (Kabinett Clement I und Kabinett Clement II) leitete. Nach Medienberichten soll Steinbrück Ende der 1990er Jahre interessiert gewesen sein, Präsident eines Sparkassen- und Giroverbandes zu werden, was jedoch an Widerständen in der SPD scheiterte.
Am 6. November 2002 wurde Steinbrück zum Ministerpräsidenten des Landes Nordrhein-Westfalen (Kabinett Steinbrück) gewählt. Er trat damit die Nachfolge von Wolfgang Clement an, der das Amt aufgegeben hatte, um Bundesminister für Arbeit und Wirtschaft zu werden. Nachdem die SPD mit ihrem Spitzenkandidaten Steinbrück bei der Landtagswahl in Nordrhein-Westfalen 2005 mit 37,1 % ihr schlechtestes Ergebnis bei einer Landtagswahl in NRW seit 1954 erreichte und auch die Grünen Stimmen verloren, büßte die ihn stützende rot-grüne Koalition ihre Mehrheit im Landtag ein. Die neue Mehrheit im Landtag wählte infolgedessen Jürgen Rüttgers (CDU) am 22. Juni 2005 zum neuen Ministerpräsidenten.
Während seiner Zeit als Finanzminister und später als Ministerpräsident in NRW beschloss der Landtag in den Jahren 2001 und 2002 mit den Stimmen der Fraktionen von SPD und Grünen Haushalte, die nach Auffassung des Landesverfassungsgerichts verfassungswidrig waren. Um einen ausgeglichenen Haushalt vorlegen zu können, hatte Steinbrück Rücklagen verwendet, die zuvor mit Krediten finanziert worden waren. Diese kreditfinanzierte Bildung von Rücklagen habe gegen das Gebot der Wirtschaftlichkeit und der Kreditbegrenzungsregelung der Landesverfassung verstoßen, so das Gericht.

#### Bundesfinanzminister
Am 22. November 2005 wurde Steinbrück als Bundesminister der Finanzen in die von Bundeskanzlerin Angela Merkel geführte Bundesregierung berufen.
Steinbrück setzte sich im Koalitionsvertrag  für die Deregulierung der Finanzmärkte ein. Er kündigte an, die Politik von Hans Eichel fortzusetzen, unter anderem sollten Private Equity und Real-Estate-Investment-Trusts gefördert werden. Der Handel mit „Verbriefungen“, die später als „Schrott-Papiere“ bekannt wurden, sollte „aus Sicht des Bundesfinanzministeriums“ unbedingt erleichtert werden, ließ sein Staatssekretär Jörg Asmussen verkünden, und dem folgte die BMF-geleitete Gesetzgebung. Im Jahr 2007 übernahm sein Finanzministerium für das Steuergesetz einen von der Banken- und Beraterlobby verfassten Gesetzestext "eins zu eins, ohne dass ein Komma geändert wurde". Dadurch konnten Cum-Ex-Geschäfte in das Ausland verlagert werden und erreichten dann 2010 ihren Höhepunkt, wodurch Milliarden Euro an Steuergeldern in privaten Taschen verschwunden sind.
Ab 2008 erhob sich in Deutschland eine öffentliche Diskussion über das Bankgeheimnis und die Steuerflucht, unter anderem weil die deutsche Bundesregierung dazu verurteilt wurde, die bereits länger zurückliegende EU-Geldwäscherichtlinie umzusetzen und Geldwäsche schärfer zu verfolgen. Daraufhin wurde im August 2008 ein entsprechendes Gesetz beschlossen. Wegen Steinbrücks Äußerungen über Ermittlungsprobleme kam es in Steuer- und Geldwäsche-Oasen mehrmals zu deutlicher Kritik. So wurde er z. B. im März 2009 in der Schweiz für seine Aussagen im Zusammenhang mit dem Schweizer Bankgeheimnis kritisiert. Seine Aussage „Wir müssen nicht nur das Zuckerbrot benutzen, sondern auch die Peitsche.“ wurde in der deutschsprachigen Schweiz zum Satz des Jahres gewählt. Zudem verglich er die Schweizer mit einem Indianervolk, und die Drohung, die Schweiz auf die schwarze Liste der OECD zu setzen, um sie als Steueroase an den Pranger zu stellen, mit der „7. Kavallerie [von General Custer] vor Yuma, die man [dort] ausreiten lassen kann.“ Der deutsche Botschafter wurde daraufhin mehrmals in das Eidgenössische Departement für Auswärtige Angelegenheiten einbestellt, und die Schweizer Außenministerin Calmy-Rey wies die Äußerungen als schlechtes Benehmen zurück. Die zumindest bestehenden Möglichkeiten zur Verfolgung von Steuerhinterziehung wurden unter anderem zur Zeit Steinbrücks wenig genutzt; es gab ab 2005 nur eine Anfrage wegen Amts- und Rechtshilfe zur Bekämpfung der Hinterziehung an die Schweiz.  Im Mai 2009 löste Steinbrück durch eine als Vergleich mit Luxemburg empfundene Anspielung auf Ouagadougou, der Hauptstadt von Burkina Faso, erneut Spannungen aus. Der Luxemburger Außenamtschef Jean Asselborn zog seinerseits einen Vergleich zur Besatzung seines Landes durch Nazideutschland 1940–1944, die ebenfalls mit Worten und Reden begonnen habe. Der österreichische Finanzminister Josef Pröll meinte zu den Aussagen Steinbrücks in der Tageszeitung Kurier: „Das Drüberfahren können wir auf keinen Fall akzeptieren. Das sind Emotionen zur Befriedigung niedriger Instinkte oder für Wahl-Zwecke.“ Das vom Finanzministerium wegen der Thematik eingebrachte „Gesetz zur Bekämpfung des Steuerbetrugs“ wurde 2009 beschlossen.
Bis September 2008 vertrat Steinbrück die Ansicht, das deutsche Bankensystem sei stabil und habe keine Rettung nötig. Ende September 2008 wurde diese Position mit einer in kurzer Zeit ausgehandelten Rettung der Hypo Real Estate (HRE) revidiert. Steinbrück übergab die Verhandlungen zur Bankenrettung dabei insbesondere an seinen Staatssekretär Asmussen. Die Bank erhielt staatliche Garantiezusagen in dreistelliger Milliardenhöhe und als Ergebnis der Verhandlungen durften private Banken weiterhin einen verzinsten Kredit von 15 Milliarden Euro an die HRE vergeben, für den nun der Staat haftete. Im später installierten HRE-Untersuchungsausschuss wurde ihm vorgeworfen, dass durch ein früheres Eingreifen bei der unvermeidlichen Pleite der HRE Schäden hätten vermindert werden können (so unterrichtete ihn z. B. BaFin-Präsident Jochen Sanio von der HRE-Krise im Januar 2008). Steinbrück vertrat vor dem HRE-Ausschuss hingegen die Ansicht, die HRE-Krise sei nicht absehbar gewesen und nur durch die Entscheidung der US-Regierung, Lehman Brothers pleitegehen zu lassen, bedingt.
Neben der teuren HRE-Rettung wurde mit einer Reihe von Bankenhilfen, u. a. für die IKB Deutsche Industriebank (nach staatlicher Rettung an Lone Star wieder privatisiert), die SachsenLB, die BayernLB und die Commerzbank (Einstieg als Hauptaktionär für einen um 15 Milliarden Euro höheren Preis als an der Börse für die Aktien gehandelt) auf die Finanzkrise reagiert. Des Weiteren wurde mit einem 500-Milliarden-Euro-Vermögen die Bundesanstalt für Finanzmarktstabilisierung gegründet. Steinbrück erhielt für die Politik während der Finanzkrise Ende 2008 den Politikpreis von der Zeitschrift Politik & Kommunikation.
Zur allgemeinen Abwendung der Wirtschaftskrise wurden auch Konjunkturprogramme aufgelegt, jedoch gegen den Willen Steinbrücks. Die Konjunkturprogramme sollten nach weiterer Ansicht Steinbrücks nur kurz andauern und stattdessen Zinserhöhungen der Zentralbank zur Verhinderung einer Inflation durchgeführt werden. Außerdem sprach er sich für die Errichtung einer vom Staat abgesicherten Bad Bank zur Aufnahme gefährdeter Bankpapiere aus. Über die unter ihm erfolgten Deregulierungen gab er während der Finanzkrise zu bedenken, ob sie richtig gewesen waren, sah allerdings die Partei in der Verantwortung dafür. Allgemeiner versuchte Steinbrück in der Öffentlichkeitsarbeit einerseits die eingeschlagene Finanzmarktpolitik zu rechtfertigen, andererseits „Auswüchse“ des Finanzwesens kritisch zu beurteilen.
Steinbrück vertrat bis zum September 2008 die Position, das deutsche Bankensystem sei sicher und habe keine Rettung nötig. Bereits im Oktober 2008 erhielt jedoch die Hypo Real Estate, als teuerster Rettungsfall der deutschen Wirtschaftsgeschichte, Hilfen aus dem Finanzmarktstabilisierungsfonds in Höhe von 20 Milliarden Euro, die im November 2008 um weitere 10 Milliarden und im Januar 2009 um zusätzliche 12 Milliarden Euro erweitert werden mussten. Die Deutsche Bank konnte mit Zustimmung Steinbrücks und Merkels die von ihr mitzutragenden milliardenschweren Verpflichtungen, die bei Inanspruchnahme des Einlagensicherungsfonds auf sie zugekommen wäre, signifikant reduzieren, indem die Rettung der schon als Bad Bank gegründeten Hypo Real Estate als systemrelevant hingestellt und ein Kollaps des ganzen Bankensystems avisiert wurde. Durch normalverzinste Kredite an die HRE reduzierte die Deutsche Bank ihren Anteil an der Bankenrettung zusätzlich. Diese Realitäten und der Milliardenbetrag für den Immobilienfinanzierer HRE ließen Steinbrück seine Ansicht revidieren.

#### Bundestagsabgeordneter 2009 bis 2016
Steinbrück trat bei der Bundestagswahl 2009 im Wahlkreis 105 (Mettmann I) an und verlor am 27. September 2009 den Kampf um das Direktmandat mit 33,8 % gegen Michaela Noll (CDU), die 44,4 % der Stimmen erreichte. Steinbrück zog stattdessen als Dritter der SPD-Landesliste Nordrhein-Westfalen erstmals in den Bundestag ein. Am 29. September gab Steinbrück seinen weitestgehenden Rückzug aus der Spitzenpolitik bekannt. So legte er das Amt des stellvertretenden Bundesvorsitzenden der SPD nieder und erklärte den Verzicht auf neue Ämter. Sein Mandat nahm er jedoch an und war seitdem Mitglied des Bundestages. Am 27. Oktober 2009 erhielt er seine Entlassungsurkunde als Finanzminister.

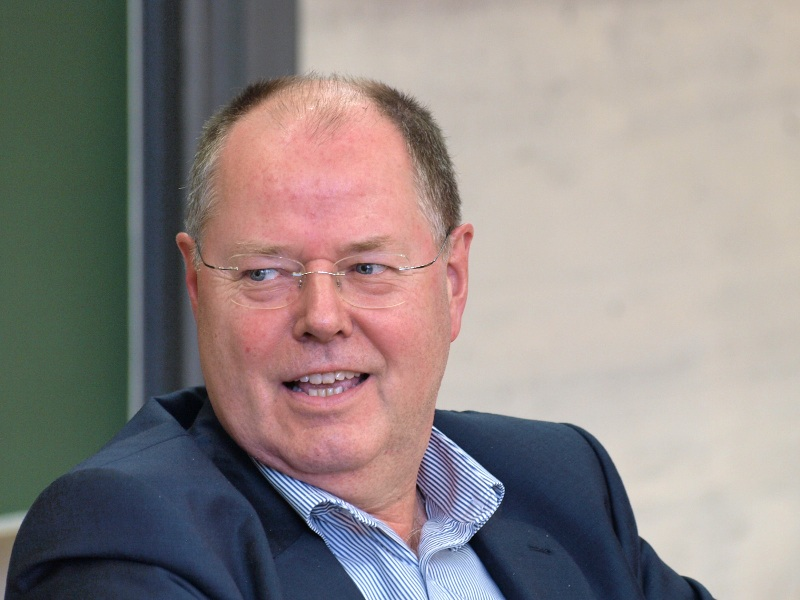
Peer Steinbrück (2011)

Nach der deutlichen Wahlniederlage folgte eine innerparteiliche Diskussion über eine Änderung des SPD-Kurses nach der Agenda 2010. Steinbrück wandte sich gegen die Position Sigmar Gabriels, die Politik stärker auf die Interessen der Mehrheit der Arbeitnehmer und der Schwachen in der Gesellschaft auszurichten und gegen die von ihm unterstellte einseitige Fokussierung auf den Bereich Sozialpolitik.
Mehrere Medien (z. B. Spiegel, Bild, Handelsblatt) brachten Steinbrück ab 2010 als nächsten SPD-Kanzlerkandidaten in die Diskussion und in den Umfragen stiegen laut ARD-Deutschlandtrend daraufhin auch seine Beliebtheitswerte als möglicher Kanzlerkandidat, teils sogar über die von Angela Merkel und Sigmar Gabriel. In der Partei selbst wurde er 2010 unter anderem wegen der Beteiligung an den Deregulierungen im Finanzsektor und seiner Abwesenheit in Gremien hingegen kritischer betrachtet; seine mögliche Kandidatur wurde von einigen als „Phantom-Debatte“ bezeichnet. Seine Buchveröffentlichung „Unterm Strich“ wurde in den deutschen Medien viel und überwiegend positiv rezipiert, zu den kritischen Rezensenten gehörte unter anderem Hermann Scheer.
Nach dem Ausscheiden aus dem Amt des Bundesfinanzministers wurde Steinbrück von mehreren Unternehmen, unter anderem von dem Prüfungs- und Beratungsunternehmen KPMG, mit hohen Honoraren als Redner engagiert.  Für seine Reisen zu bezahlten Vorträgen mit der Bahn nutzte er seine Bahn-Netzkarte 1. Klasse, die Abgeordneten zusteht.  Von der Internetplattform abgeordnetenwatch.de wurde Steinbrück dafür kritisiert, dass er hohe Einkünfte aus Nebentätigkeiten beziehe, während er andererseits laut Recherchen der Internetplattform seine ebenfalls bezahlte Tätigkeit als Bundestagsabgeordneter nur bedingt wahrnehme. Seit der Bundestagswahl 2009 hat er (Stand 17. August 2010) an 12 von 19 wichtigen Parlamentsabstimmungen nicht teilgenommen.  Steinbrück antwortete in einem Interview während der TV-Sendung Beckmann diesbezüglich, dass er sich nicht auf diese „Spielregeln“ einlasse, da abgeordnetenwatch.de seiner Meinung nach ein kommerzielles Medium sei, das durch Werbeeinnahmen Geld verdiene. Steinbrück wies die Kritik zurück, er sei ein „Schulschwänzer“.

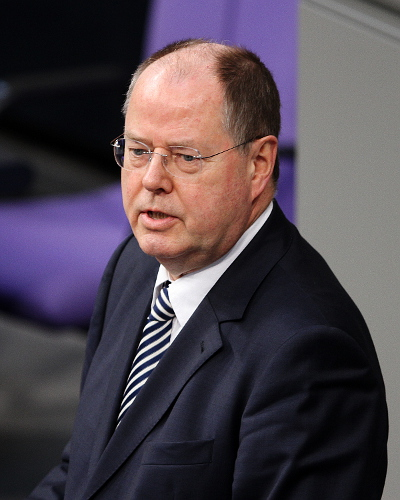
Peer Steinbrück (2013)

Im Zuge der Eurokrise stellte sich Steinbrück in einem Interview mit der Süddeutschen Zeitung hinter die Forderung seines Parteikollegen Sigmar Gabriel nach einer gemeinsamen Schuldenhaftung in Europa. Im Gegenzug solle eine EU-Instanz eingerichtet werden, welche strenge Kontrolle auf die Haushaltspolitik in den Nationalstaaten ausübt, denen geholfen wird. Kritik aus Union und FDP, die der SPD „Schuldensozialismus“ vorwarf, nannte er „dümmlich“. Er begründete seinen Standpunkt damit, dass die Staaten entweder mehr Souveränitätsrechte an Europa abgeben oder den Weg in die Re-Nationalisierung gehen müssten, was besonders für die Exportnation Deutschland „ein fataler Weg“ wäre. Er sprach sich jedoch gegen einen neuen Schuldenschnitt für Griechenland aus. Im Vorfeld der Abstimmung über das dritte Hilfspaket der Eurozone für Griechenland erklärte Steinbrück am 17. Juli 2015, als einer der wenigen SPD-Abgeordneten gegen das Paket stimmen zu wollen, sprach von „Insolvenzverschleppung“ und prophezeite, dass keine Besserung in Sicht sei und dass es auch noch ein viertes Hilfspaket für Griechenland geben werde.
Zum 30. September 2016 schied Steinbrück auf eigenen Wunsch vorzeitig aus dem Bundestag aus. Er begründete seinen Schritt damit, dass er seiner Partei wegen der selbstauferlegten Zurückhaltung im anstehenden Bundestagswahlkampf 2017 nicht mehr helfen könne.

#### Kanzlerkandidat für die Bundestagswahl 2013

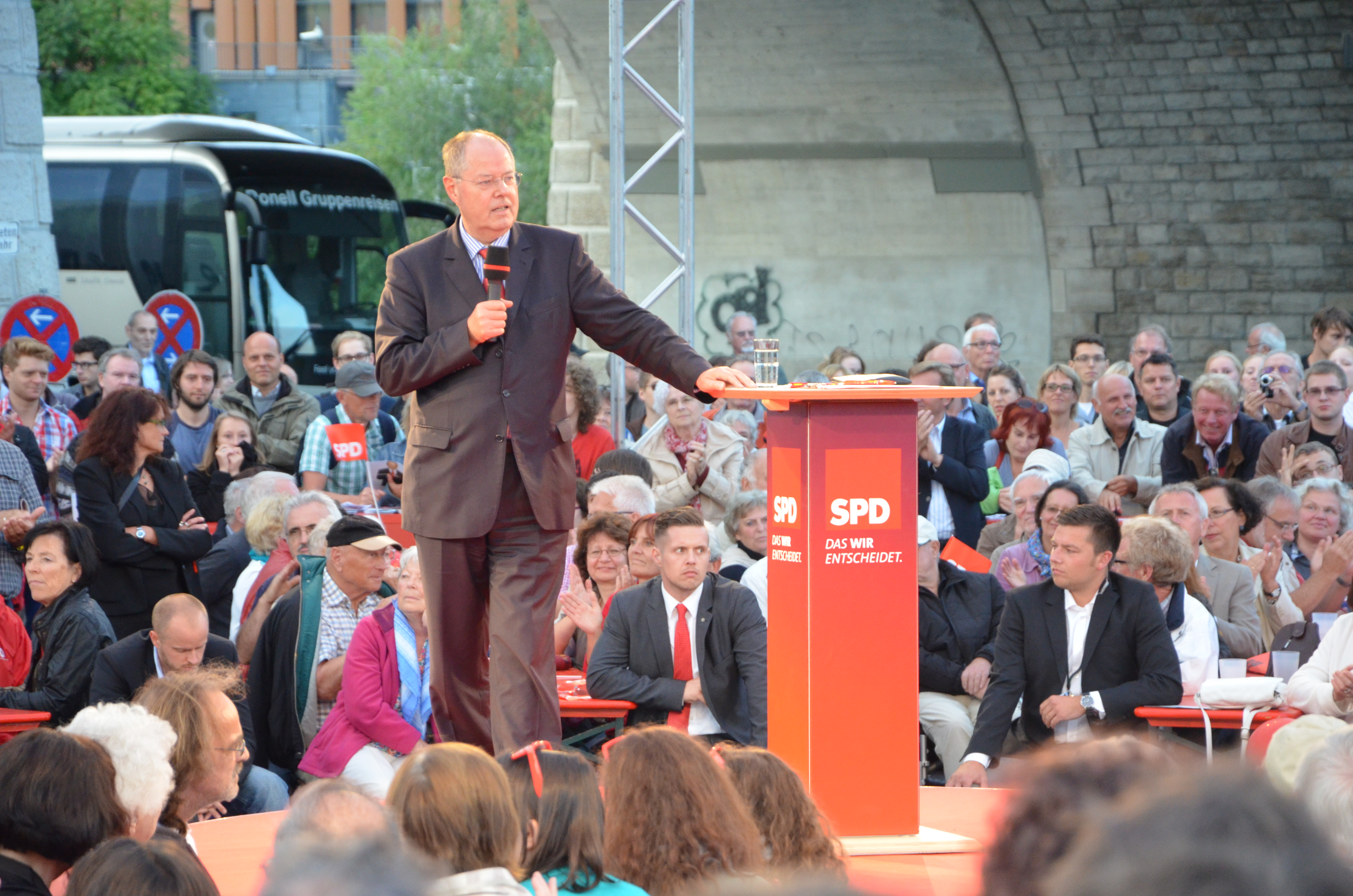
Steinbrück bei einer Wahlkampfveranstaltung in Würzburg (2013)

Am 1. Oktober 2012 wurde Steinbrück vom SPD-Parteivorstand einstimmig als Kanzlerkandidat der SPD für die Bundestagswahl 2013 nominiert. Am 9. Dezember wurde er auf einem Sonderparteitag mit 93,45 % zum Kanzlerkandidaten gewählt. Es handelt sich dabei um das zweitschlechteste Wahlergebnis eines Kandidaten, das schlechteste Ergebnis bekam 1998 Gerhard Schröder, der die Wahl gegen Helmut Kohl gewann.
In einer Veranstaltung unter dem Titel „Klartext“ bezeichnete Steinbrück nach den Parlamentswahlen in Italien 2013 die Spitzenkandidaten Beppe Grillo als „beruflich tätigen Clown“ und Silvio Berlusconi als „Clown mit einem besonderen Testosteron-Schub“. Der italienische Staatspräsident Giorgio Napolitano sagte daraufhin ein geplantes Treffen mit Steinbrück ab. Auch aus seiner eigenen Partei kam Kritik, unter anderem wurde ihm mangelnde Diplomatie und Respektlosigkeit gegenüber den italienischen Wählern vorgeworfen.
Am 10. Mai 2013 berief er Gesche Joost (Vernetzte Gesellschaft und Netzpolitik), Thomas Oppermann (Innen- und Rechtspolitik) und Klaus Wiesehügel (Arbeit und Soziales) in sein Kompetenzteam. Auch berufen wurden am 27. Mai 2013 Florian Pronold (Infrastruktur und bezahlbares Wohnen), Manuela Schwesig (Frauen, Familie, Aufbau Ost, Demografie und Inklusion), Brigitte Zypries (Verbraucherpolitik) und am 5. Juni 2013 Yasemin Karakaşoğlu (Bildung und Wissenschaft), Christiane Krajewski (Wirtschaft), Karl Lauterbach (Gesundheit und Pflege) und Matthias Machnig (Energie- und Umweltpolitik).
Umstritten war im Wahlkampf der sogenannte „PeerBlog“, auf dem ein Team von Journalisten unterstützend für Steinbrücks Kanzlerkandidatur schrieb. Gesponsert wurde der Blog von fünf anonymen Unternehmern, welche (laut Focus) eine sechsstellige Summe zahlten, was wiederum zu Kritik an Steinbrück führte: Lobbycontrol bezeichnet es als „intransparente Wahlkampf-Hilfe“, was „inakzeptabel“ sei. Auch Konstantin von Notz, Internetexperte der Bundestagsfraktion von Bündnis 90/Die Grünen, forderte Steinbrück dazu auf, seine Unterstützer zu nennen. Steinbrück wies diese Forderung zurück. Er kenne die Unternehmer nicht, zumal er „daran nicht ansatzweise etwas Anrüchiges erkennen“ kann. Eine Äußerung seines Sprechers Michael Donnermeyer, wonach Steinbrück „eine Reihe der Unterstützer“ kenne, sei missinterpretiert worden. Eine Prüfung durch die Bundestagsverwaltung ergab keinen Verstoß gegen die Regeln der Parteienfinanzierung. Steinbrück hat der Verwendung seines Namens zugestimmt. Die Agentur von Blog-Betreiber Steinkühler zählte die SPD-geführte Düsseldorfer Landesregierung zu ihren wichtigsten Kunden. Und Steinbrücks engster Berater, Roland Fäßler, gilt als alter Vertrauter Steinkühlers. Staatsrechtler Hans Herbert von Arnim äußerte, diese „Konstruktion [erinnere ihn] stark an die Maschmeyer-Kampagne für Gerhard Schröder“. Carsten Maschmeyer hatte 1998 zunächst anonym Anzeigen mit dem Slogan „Der nächste Kanzler muss ein Niedersachse sein“ geschaltet und sich erst später zu der Kampagne bekannt.
Steinbrück äußerte sich gegen das von CDU/CSU durchgesetzte Betreuungsgeld und sagte, dieses gefährde die Selbstbestimmung von Müttern. Vor der Einführung der Ehe für alle befürwortete er die Gleichbehandlung gleichgeschlechtlicher Partnerschaften mit der klassischen Ehe und eine Angleichung steuerlicher Privilegien.
Zur Integrationspolitik erklärte Steinbrück, es sei ein „denkbarer Weg“, für muslimische Jungen und Mädchen einen nach Geschlechtern getrennten Sportunterricht einzuführen, um religiöse Vorbehalte der Eltern zu berücksichtigen. Angela Merkel kritisierte seinen Vorschlag, indem sie ihn als „Gegenteil der Integration“ bezeichnete.
Steinbrück lobte die Europäische Union als Modell für die Lösung von politischen Konflikten. Er warnte vor einem militärischen Engagement Deutschlands im Streit um das iranische Atomprogramm und erklärt auch, dass Deutschland eine große Mitverantwortung für die Existenz Israels hat. Nach den Parlamentswahlen in Italien sagte Peer Steinbrück im Februar 2013: „Bis zu einem gewissen Grade bin ich entsetzt, dass zwei Clowns gewonnen haben.“ Den nordkoreanischen Machthaber Kim Jong Un nannte Steinbrück einen „verrückten Nordkoreaner“. Nach dem Überwachungs-Skandal 2013 forderte Steinbrück die Bundeskanzlerin Merkel zum Widerstand gegenüber den USA auf. Steinbrück warnt vor einer militärischen Intervention in Syrien und befürwortet im Syrien-Konflikt eine Verhandlungslösung.
Steinbrück wollte als Kanzler Stromanbieter zu niedrigen Strompreisen zwingen. Er forderte, die Bundesnetzagentur solle das Recht bekommen, bei überhöhten Grundversorgungstarifen einzugreifen. Dies werde zu einer Entlastung von 1,5 Milliarden Euro im Jahr führen.
Steinbrück lehnte das von Sigmar Gabriel vorgeschlagene Tempolimit auf Autobahnen ab und war gegen die von Horst Seehofer geforderte PKW-Maut für Reisende aus dem Ausland.
Nach der Bundestagswahl schlossen SPD und Union eine große Koalition, bei der Angela Merkel Kanzlerin blieb. Nachdem er bereits vor der Wahl eine Regierungsteilnahme als Minister ausgeschlossen hatte, kündigte Peer Steinbrück seinen Rückzug aus der Spitze der SPD an. Er war zunächst weiterhin Mitglied des Deutschen Bundestages, kündigte aber das Ende seiner Tätigkeit als Parlamentarier zum Ende September 2016 an. Steinbrück erklärte, er „halte den Zeitpunkt für gekommen“, nachdem das Gesetzgebungsverfahren zum Aufbau einer Bundesstiftung zu Ehren des im November 2015 verstorbenen Helmut Schmidt abgeschlossen sei, so dass er „diese persönliche Verpflichtung als erfüllt“ ansehe.
Im Mai 2021 wurde bekannt, dass Steinbrück als Kanzlerkandidat zu jenen europäischen Politikern gehörte, die von der NSA ausspioniert wurden.

### Sonstige Tätigkeiten
2003 geriet Peer Steinbrück im Rahmen der WestLB-Affäre in die Kritik, da er an den Sitzungen des Kreditausschusses, dem er als Ministerpräsident angehörte, nicht teilgenommen hatte. Dabei hatte er nicht auf die damit verbundenen Bezüge verzichtet. Gemäß dem Landesministergesetz und der Nebentätigkeitsverordnung des Landes hatte der damalige Finanzminister Peer Steinbrück jedoch die Einkünfte bis auf 6000 Euro an die Landeskasse abgeführt.
Steinbrück war im Sommersemester 2011 Gastprofessor für Politikmanagement an der Universität Duisburg-Essen und ist seit 2011 Honorarprofessor für Finanzwirtschaft und internationale Finanzpolitik an der Wirtschaftswissenschaftlichen Fakultät der Universität Leipzig. Im Sommersemester 2011 erhielt Steinbrück die Gastprofessur für Politikmanagement der Stiftung Mercator an der NRW School of Governance der Universität Duisburg-Essen. Zum Ende des Jahres 2011 übernahm Steinbrück eine Honorarprofessur für Öffentliche Finanzwirtschaft und internationale Finanzpolitik an der Universität Leipzig.
Im April 2012 wurde bekannt, dass Steinbrück die höchsten veröffentlichten Nebeneinkünfte aller Abgeordneten des Deutschen Bundestages erhielt. So kam er zwischen Oktober 2009 und Februar 2012 auf mehr als 75 Vorträge, bei denen er fast immer ein Honorar von mindestens 7000 Euro (die genaue Summe ist nicht veröffentlicht und kann erheblich höher liegen) erhielt. Zusätzlich wurde er in seiner Funktion als Aufsichtsrat beim Stahlkonzern ThyssenKrupp im Geschäftsjahr 2009/2010 mit knapp 50.000 Euro vergütet. Insgesamt verdiente Steinbrück laut Medienberichten zwischen 2009 und 2012 mindestens 500.000 Euro an Nebeneinkünften. Steinbrück wurde vorgehalten, Vorträge auch bei Firmen gehalten zu haben, mit denen er als Finanzminister zu tun gehabt hatte, so bei der Wirtschaftskanzlei Freshfields Bruckhaus Deringer, die im Auftrag des von ihm geführten Bundesfinanzministeriums das Bankenrettungsgesetz erarbeitet und weitere Leistungen erbracht hatte. Die Anti-Korruptions-Organisation Transparency International rügte Steinbrück und warf ihm vor, nicht einmal geltende Bundestagsregeln korrekt zu befolgen. Sie forderte ihn auf, nicht nur die Namen seiner Redneragenturen, sondern die tatsächlichen Auftraggeber zu benennen. Seinen Einkommensteuerbescheid wollte Steinbrück nicht veröffentlichen, weil er steuerlich zusammen mit seiner Frau veranlagt werde. Vor seiner Nominierung als SPD-Kanzlerkandidat hatte Steinbrück angekündigt, zukünftig keine bezahlten Vorträge mehr zu halten.
Am 30. Oktober 2012 veröffentlichte Steinbrück den Bericht eines von ihm beauftragten Wirtschaftsprüfers, aus dem hervorgeht, dass er von November 2009 bis Juni 2012 ca. 1,25 Mio. € (Brutto) Vortragshonorare erhalten und mit 48,5 % versteuert hat. Im November 2012 wurden zusätzliche Nebeneinkünfte bekannt. Aus Buchhonoraren erhielt er 550.000 Euro, eine weitere fünfstellige Summe für ein Interview im Geschäftsbericht des Baukonzerns Bilfinger, 115.000 Euro für sein Aufsichtsratsmandat und 65.000 Euro für das abgeschlossene Geschäftsjahr von ThyssenKrupp. Darüber hinaus erhielt er seit 2010 als Mitglied des Aufsichtsrates bei Borussia Dortmund jährlich 10.000 Euro. Steinbrück hat somit in der Legislaturperiode 2009 bis 2013 allein aus Nebeneinkünften ca. 2 Mio. Euro brutto erwirtschaftet.
Im Dezember 2012 sagte Steinbrück unter Kritik auch aus der eigenen Partei, er halte das Gehalt des Bundeskanzlers, der Bundesminister und der Bundestagsabgeordneten für zu niedrig „– gemessen an der Leistung, die sie oder er erbringen muss und im Verhältnis zu anderen Tätigkeiten mit weit weniger Verantwortung und viel größerem Gehalt“.

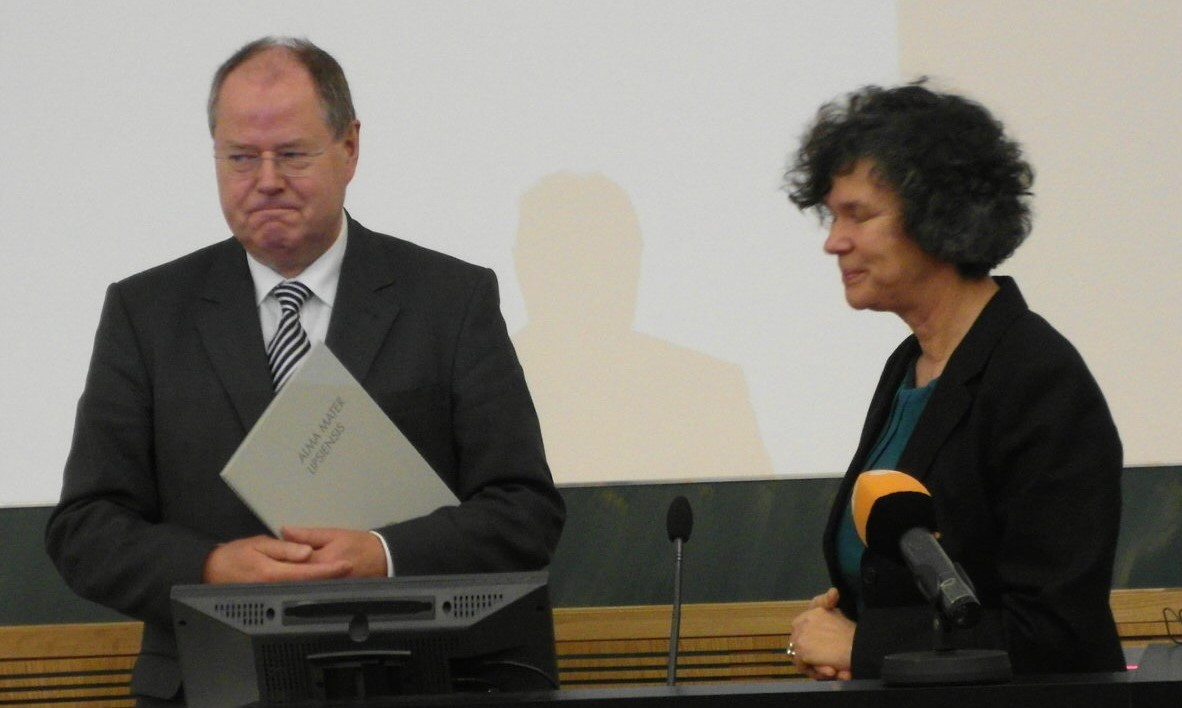
Peer Steinbrück: Urkundenübergabe als Honorarprofessor durch die Rektorin Beate Schücking der Universität Leipzig; Antrittsvorlesung „Die wirtschaftliche und politische Bedeutung der Europäischen Währungsunion“ (9. Dez. 2011)

Im März 2015 begann Steinbrück nebenberuflich die Agentur zur Modernisierung der Ukraine zu beraten und beendete sein Engagement nach Kritik im Juni des Jahres.
Im Oktober 2016 gab Peer Steinbrück bekannt, nach seinem Ausscheiden aus dem Bundestag den Vorstand der Bank ING-DiBa zu beraten. Die Bank habe eine lange sozialdemokratische Tradition, sie sei nicht in „Verfehlungen oder Manipulationen verwickelt“ gewesen, sondern agiere „sehr konservativ und risikoscheu“, sagte er gegenüber der Wochenzeitung Die Zeit.
Der Vorgang belebte die Diskussion um eine längere Karenzzeit für Politiker beim Seitenwechsel in die Wirtschaft nach dem Ausscheiden aus dem Amt. Der Sozialwissenschaftler Michael Opielka schrieb auf Twitter: „Da hat Politik gelohnt.“ Sahra Wagenknecht von der Linken kommentierte an gleicher Stelle: „Gekaufte Politik? Steinbrück lässt sich sein Engagement für die EU-Bankenrettung jetzt versilbern.“ Gregor Hackmack vom Portal Abgeordnetenwatch.de sagte im Deutschlandfunk, er begrüße es, dass Steinbrück sein Mandat niedergelegt habe. Er widme „sich jetzt voll seiner ehemaligen Nebentätigkeit, was letztendlich schon lange seine Haupttätigkeit war, nämlich Nebeneinkünfte zu erwirtschaften.“
Im Juli 2017 ging Steinbrück mit Florian Schroeder auf eine kabarettistische Tournee durch Deutschland. Die Zusammenarbeit entstand, nachdem Schroeder das Steinbrück-Zitat „Hätte, hätte, Fahrradkette“ als Titel für sein neues Buch genutzt hatte und Steinbrück dafür eine Flasche Rotwein von ihm forderte. Schroeder lud ihn in seine Sendung ein und betitelte ihn dort als „Nachwuchs-Kabarettisten Peter Steinbrück – demnächst auf Tour auf Kleinkunstbühnen in ganz Deutschland“ – was Steinbrück spontan zusagte.
Steinbrück engagiert sich als Aufsichtsrats- bzw. Beiratsmitglied bei den Technologie-Unternehmen eClear AG und RAQUEST GmbH.

### Privates
Peer Steinbrücks Vater Ernst war in Danzig geboren und in Heringsdorf und Stettin aufgewachsen; nach dem Zweiten Weltkrieg arbeitete er in Hamburg als Architekt. Der Großvater Herbert Steinbrück, Ingenieur und technischer Leiter des Seebades Heringsdorf, wurde zu Ende des Zweiten Weltkriegs bei Swinemünde durch ein Standgericht zum Tode verurteilt und hingerichtet, weil er sich geweigert hatte, das sinnlose Kommando über eine Truppe von Hitlerjungen und Volkssturmmännern zu übernehmen. Die Familie Steinbrück war seit 1717 in Pommern ansässig; zu ihr gehörten viele Pastoren, unter anderem die als Geschichtsforscher hervorgetretenen Stettiner Pastoren Joachim Bernhard Steinbrück und Johann Joachim Steinbrück.
Peer Steinbrücks Eltern hatten 1943 in Stettin geheiratet. Seine Mutter, als Ilse Schaper geboren, entstammte einer Hamburger Tabakhändlerfamilie und hatte mütterlicherseits dänische Wurzeln. Mitte der 1930er-Jahre, in der Zeit des Nationalsozialismus, verbrachte sie längere Zeit bei ihren Verwandten in Dänemark und Schweden, um so dem Bund Deutscher Mädel zu entgehen.
Steinbrück trat mit 18 Jahren aus der evangelischen Kirche aus; im Jahr 2005 trat er wieder in die Kirche ein.
Steinbrück lebt heute im Bonner Stadtteil Plittersdorf und hat eine Zweitwohnung in einem Bauprojekt von Eva Högl im Weddinger Sprengelkiez. Er ist seit 1975 verheiratet mit Gertrud Steinbrück, geb. Isbary (* 1950). Sie war bis zu ihrer Pensionierung im Juli 2013 Lehrerin für Biologie und Politik am evangelischen Amos-Comenius-Gymnasium Bonn. Gemeinsam haben sie einen Sohn und zwei Töchter. Steinbrücks Cousine Sibylle war mit dem Schauspieler Lutz Riemann verheiratet, welcher auch für die Stasi über Steinbrück berichtete.

## Kritik

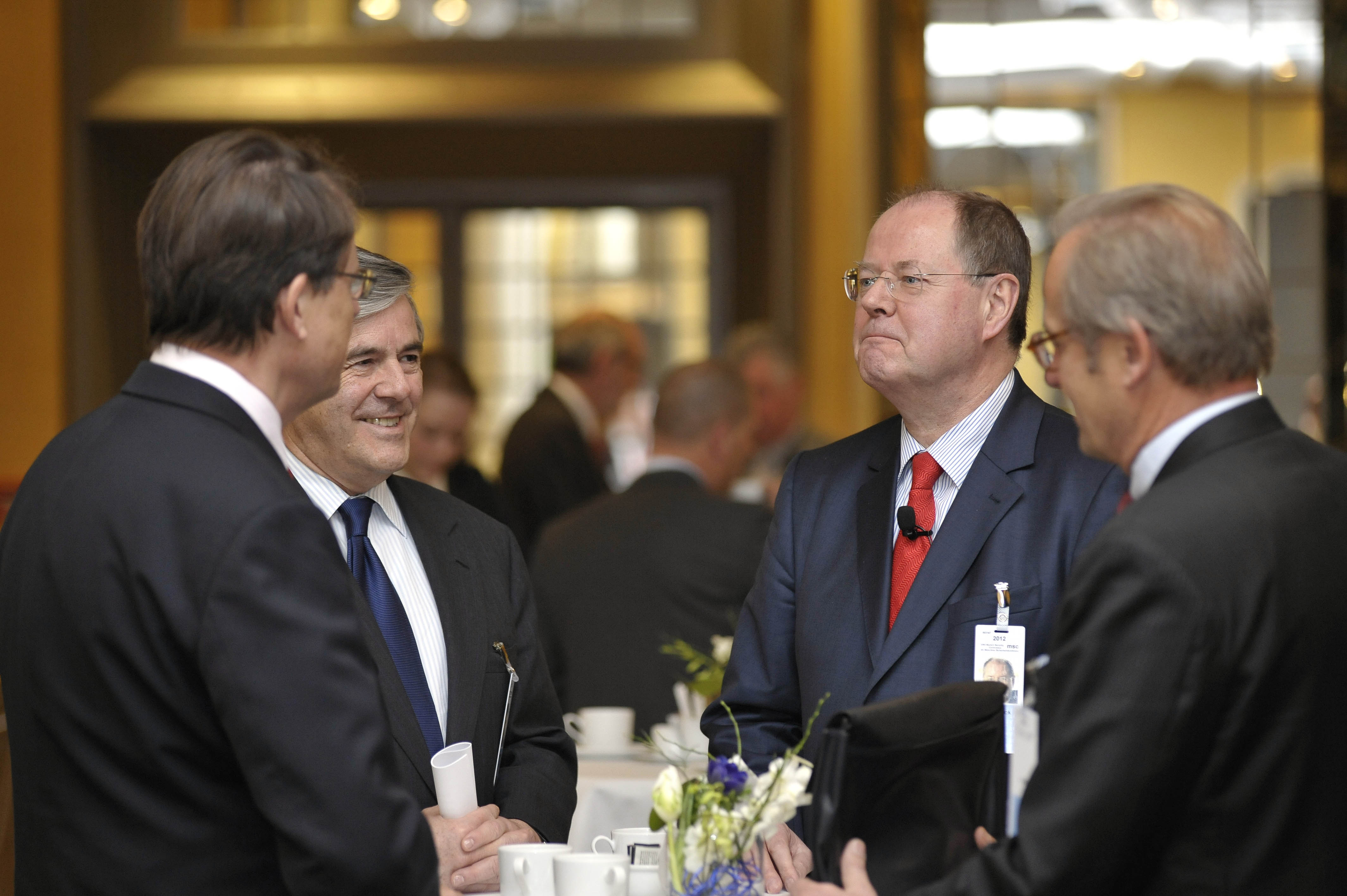
Steinbrück (Münchner Sicherheitskonferenz 2012)

### Manager Magazin
Laut dem Manager Magazin kritisieren Wirtschaftswissenschaftler unterschiedlicher Schulen den ökonomischen Sachverstand Steinbrücks scharf. So entbehre nach Ansicht des Direktors des gewerkschaftsnahen Instituts für Makroökonomie und Konjunkturforschung die Ablehnung der Konjunkturprogramme, die Steinbrück mit Sorge vor Inflation begründete, nicht „des Absurden“.

### Sponsorensuche für ein Schachturnier
Steinbrück warb im Jahr 2006 als Bundesfinanzminister bei der Deutschen Post AG, der Telekom, E.ON, der Deutschen Bahn, der RAG AG und bei der Porsche AG um Spendengelder in Höhe von bis zu einer Million Euro, um ein privates Turnier des Schachweltmeisters Wladimir Kramnik gegen das Computerprogramm Deep Fritz in Bonn veranstalten zu können. Nach Ansicht von Aktienjuristen hätte Steinbrück in seiner Funktion als Finanzminister nicht um Spenden werben dürfen. Uwe H. Schneider vom Institut für Kreditrecht an der Universität Mainz sieht „eine Aufforderung zur verdeckten Gewinnausschüttung, mindestens aber zu einer Pflichtverletzung“. Auch der Wirtschaftsjurist Michael Adams von der Universität Bonn sagte, die Sponsoringbitte sei „mit seiner Stellung als letztlich verantwortlicher Vertreter des Großaktionärs Bundesrepublik [an der Telekom und Deutschen Post] nicht vereinbar“.
Steinbrück, der als Kind das Schachspiel lernte und Hobby-Schachspieler ist, fand an der Sponsorensuche nichts Ehrenrühriges. Sein Anliegen sei gewesen, mit dieser Veranstaltung den „Aufschlag“ zu machen, nach etwa 80 Jahren wieder eine Schachweltmeisterschaft nach Deutschland zu holen (zuletzt 1934). Die daraufhin in Bonn stattfindende Schachweltmeisterschaft 2008 unterstützte Steinbrück als Schirmherr.

## Auszeichnungen
- 2006: Georg-Schulhoff-Preis der Handwerkskammer Düsseldorf
- 2007: Big Brother Award (Datenschutz-Negativpreis) für die Einführung der lebenslang gültigen Steuer-Identifikationsnummer für alle Einwohner Deutschlands[116]
- 2008: Politikaward „Politiker des Jahres“ des Spartenmagazins Politik & Kommunikation
- 2011: Das politische Buch (Literaturpreis der  Friedrich-Ebert-Stiftung) für Unterm Strich
- 2011: Cicero-Rednerpreis[117]
- 2011: „Doktor der Wirtschaftswissenschaft ehrenhalber“ (doctor rerum politicarum honoris causa – Dr. rer. pol. h. c.); Ehrendoktorwürde der Heinrich-Heine-Universität Düsseldorf (HHU)[118]
- 2011: Honorarprofessor an der Wirtschaftswissenschaftlichen Fakultät der Universität Leipzig
- 2017: Deutscher Rednerpreis vom Berufsverband German Speakers Association.[119]

## Mitgliedschaften
- seit 1969 Mitglied der SPD.
- 2010 bis 2020 Aufsichtsrat von Borussia Dortmund[120]
- seit Januar 2010 für fünf Jahre Aufsichtsrat von ThyssenKrupp.[121] Nach seiner Wahl zum Kanzlerkandidaten kündigte er sein Ausscheiden an.
- seit 2010 Mitglied des Senats der Deutschen Nationalstiftung.[122]
- 2011 Mitglied im Kuratorium der Zeit-Stiftung Ebelin und Gerd Bucerius.[123]
- Mitglied der Kammer für soziale Ordnung in der Evangelischen Kirche in Deutschland[124]
- Kuratoriumsvorsitzender der Bundeskanzler-Helmut-Schmidt-Stiftung[125] sowie der Helmut und Loki Schmidt-Stiftung[126]
- Mitglied der IG Bergbau, Chemie, Energie.[4]

## Schriften
- Unterm Strich. Hoffmann & Campe, Hamburg 2010, ISBN 978-3-455-50166-7.
- Mit Helmut Schmidt: Zug um Zug. Hoffmann & Campe, Hamburg 2011, ISBN 978-3-455-50197-1.
- Vertagte Zukunft: Die selbstzufriedene Republik. Hoffmann & Campe, Hamburg 2015, ISBN 978-3-455-50348-7
- Verantwortung und Augenmaß – Nachruf auf Helmut Schmidt (in: Der Spiegel Biografie 19. November 2015.)
- Das Elend der Sozialdemokratie. Anmerkungen eines Genossen. C.H. Beck, München 2018, ISBN 978-3-406-72232-5.